# 50 Korpus Strzelecki (ZSRR)
50 Korpus Strzelecki (ros. 50-й стрелковый корпус)  – wyższy związek taktyczny Armii Czerwonej.
50 Korpus Strzelecki (50 KS) sformowany został w 1939 roku. Od 22 czerwca 1941 roku prowadził walki obronne związane z atakiem III Rzeszy na Związek Radziecki, wchodząc w tym czasie w skład 23 Armii.
Szlak walk 50 KS przeciw armii niemieckiej prowadził z Sum, przez: Kijów, Satu Mare, Miszkolc, Trnawę i Brno, a zakończył 26 maja 1945 w rejonie czeskiej Pragi.

## Dowódcy korpusu
- gen. por. Władimir Szczerbakow[1]
- gen. mjr Sarkis Martirosjan (25.06.1943 - 24.04.1944)
- gen. mjr Pawieł Baticki (25.04.1944 по 27.05.1944)
- gen. mjr Serafim Merkułow (28.05.1944 - 20.04.1945)
- gen. mjr Nikołaj Tawartkiładze (21.04.1945 - 11.05.1945)[3]

## Struktura organizacyjna
Stan w dniu napaści III Rzeszy na ZSRR:
- 43 Dywizja Piechoty, dowódca: gen. mjr Władimir Kirpicznikow
- 70 Dywizja Piechoty, dowódca: gen. mjr Andriej Fiedunin
- 123 Dywizja Piechoty, dowódca: płk Jewgienij Cukanow